# 聴覚障害者等による電話の利用の円滑化に関する法律
聴覚障害者等による電話の利用の円滑化に関する法律（ちょうかくしょうがいしゃとうによるでんわのりようのえんかつかにかんするほうりつ、令和2年6月12日法律第53号）は、電話リレーサービスに関する法律である。
以下の記述において条名の記載は、本法の条名を意味する。

## 主務官庁
- 総務省総合通信基盤局電気通信技術システム課

厚生労働省社会・援護局福祉基盤課、実施機関日本財団電話リレーサービスの母体である日本財団を監督する内閣府大臣官房公益法人行政担当室、また日本財団の活動資金源となっているBOAT RACEを所掌する国土交通省海事局総務課など他省庁と連携して執行にあたる。

## 構成
- 第1章 総則（第1条 - 第7条）
- 第2章 指定法人
  - 第1節 電話リレーサービス提供機関（第8条 - 第19条）
  - 第2節 電話リレーサービス支援機関（第20条 - 第29条）
- 第3章 雑則（第30条・第31条）
- 第4章 罰則（第32条・第33条）
- 附則

## 目的
電話が即時に隔地者間の意思疎通を行う手段として重要な役割を担っていることに鑑み、聴覚障害者等による電話の利用の円滑化に関し、国等の責務、総務大臣による基本方針の策定、電話リレーサービス提供機関の指定、電話リレーサービスの提供の業務に要する費用に充てるための交付金の交付等について定めることにより、聴覚障害者等の自立した日常生活及び社会生活の確保に寄与し、もって公共の福祉の増進に資すること（第1条）。

## 定義
- 「聴覚障害者等」とは、聴覚、言語機能又は音声機能の障害のため、音声言語により意思疎通を図ることに支障がある者をいう（第2条第1項）。
- 「電話リレーサービス」とは、次のいずれにも該当するものをいう（第2条第2項）
  - 聴覚障害者等からの電気通信回線を通じた求めに応じ、当該聴覚障害者等が指定した者に電話をかけ、手話その他総務省令で定める方法により、当該聴覚障害者等と当該電話を受けた者の意思疎通を仲介すること。
  - 聴覚障害者等宛ての電話を受けて、当該聴覚障害者等に電気通信回線を通じてその旨を連絡し、手話その他総務省令で定める方法により、当該電話をかけた者と当該聴覚障害者等の意思疎通を仲介すること。

## 電話リレーサービスの提供
公共インフラとしての電話リレーサービスを適正かつ確実に提供することができる者を、総務大臣が「電話リレーサービス提供機関」として指定する（第8条第1項）。この指定は、一に限ることになっており、一般財団法人日本財団電話リレーサービスが2021年1月に指定されている。
　また、電話リレーサービスの費用は、電話サービスを提供する電話提供事業者の負担金が充てられている。令和4年度において電話リレーサービスの費用は、16億14百万円で、電話番号1件につき年6円の負担金になっている